# Frequentium
Frequentium (łac. Dioecesis Frequentinus) – stolica historycznej diecezji w Italii erygowanej w roku 441, a włączonej w roku 1818 w skład diecezji Avellino.
Współczesne miasto Frigento w prowincji Avellino we Włoszech. Obecnie katolickie biskupstwo tytularne ustanowione w 1970 przez papieża Pawła VI.

## Biskupi tytularni
| Lp. | Biskup                 | Funkcja                                | Od             | Do                  |
| --- | ---------------------- | -------------------------------------- | -------------- | ------------------- |
| 1   | Angelo Fausto Vallainc | biskup pomocniczy Sieny (Włochy)       | 4 lipca 1970   | 7 października 1975 |
| 2   | Enrico Assi            | biskup pomocniczy Mediolanu (Włochy)   | 7 grudnia 1975 | 26 maja 1983        |
| 3   | Joseph Candolfi        | biskup pomocniczy Bazylei (Szwajcaria) | 1 czerwca 1983 | 7 sierpnia 2011     |
| 4   | Dominik Schwaderlapp   | biskup pomocniczy Kolonii (Niemcy)     | 24 lutego 2012 |                     |